# هانس برترام
هانس برترام (بالألمانية: Hans Bertram)‏ هو كاتب سيناريو وطيار ومخرج ألماني، ولد في 26 فبراير 1906 في رمشايد في ألمانيا، وتوفي في 8 يناير 1993 في ميونخ في ألمانيا.

## وصلات خارجية
- هانس برترام على موقع IMDb (الإنجليزية)
- هانس برترام على موقع مونزينجر (الألمانية)
- هانس برترام على موقع أول موفي (الإنجليزية)
- هانس برترام على موقع قاعدة بيانات الأفلام السويدية (السويدية)
- هانس برترام على موقع قاعدة بيانات الفيلم (الإنجليزية)
- هانس برترام على موقع كينوبويسك (الروسية)